# Alianza Estratégica de Anguila
El Alianza Estratégica de Anguila fue un partido político en Anguila. En las últimas elecciones, el 21 de febrero de 2005, el partido obtuvo 19,2% del voto popular y dos de los siete escaños electos.

## Resultados electorales
| Año  | Votos | %    | Escaños | +/– | Posición |
| ---- | ----- | ---- | ------- | --- | -------- |
| 2005 | 1 076 | 19,3 | 2/7     | 2   | 2.º      |